# Hipertiroidismo
Hipertiroidismo (português europeu) ou hipertireoidismo (português brasileiro) é a condição que ocorre quando existe produção excessiva de hormonas da tiroide pela glândula tiroide. Tirotoxicose é a condição que ocorre devido à presença excessiva de hormonas da tiroide qualquer que seja a causa, incluindo hipertiroidismo. No entanto, algumas publicações usam os termos indistintamente. Os sinais e sintomas variam entre pessoas e podem incluir irritabilidade, fraqueza muscular, perturbações do sono, ritmo cardíaco acelerado, pouca tolerância ao calor, diarreia, aumento de volume da tiroide e perda de peso. Os sintomas geralmente manifestam-se com menor intensidade em idosos e durante a gravidez. O oposto de hipertiroidismo é hipotiroidismo, que ocorre quando a tiroide não produz hormonas tiroideias em quantidade suficiente.
Cerca de 50% a 80% dos casos de hipertiroidismo são causados pela doença de Graves. Entre outras possíveis causas estão o bócio multinodular tóxico, adenoma tóxico, inflamação da tiroide, a ingestão excessiva de iodo, excesso de hormonas tiroideias sintéticas, medicamentos como a amiodarona e, em casos raros, adenomas da hipófise. O diagnóstico é suspeito com base nos sintomas e confirmado com análises ao sangue. Geralmente, os resultados das análises revelam níveis de hormona estimulante da tiroide (TSH) inferiores ao normal e níveis elevados de T3 ou T4. A causa exacta pode ser determinada pela mediação da absorção de iodo radioativo pela tiroide e pela presença de anticorpos da hormona estimulante da tiroide.
O tratamento depende em parte da causa e da gravidade da doença. Existem três principais opções de tratamento: radioiodoterapia, medicamentos e cirurgia à tiroide. A radioiodoterapia consiste na ingestão por via oral de iodo-131, que se concentra na tiroide e a vai destruindo ao longo de semanas ou meses. O hipotiroidismo que daí resulta é tratado com a administração de hormona tiroideia sintética. Os medicamentos como os betabloqueadores podem controlar os sintomas, enquanto os antitiroideos como o metimazol permitem aliviar os sintomas enquanto outros tratamentos não fazem efeito. A opção de remoção cirúrgica da tiroide pode ser considerada em casos de tiroides muito aumentadas ou quando existe um risco acrescido de cancro. O hipertiroidismo pode resultar numa complicação rara denominada crise tireotóxica, na qual um evento como uma infeção provoca o agravamento dos sintomas, como confusão e hipertermia, e muitas vezes a morte.
Nos Estados Unidos, o hipertiroidismo afeta cerca de 1,2% da população. A doença é entre duas a dez vezes mais comum entre mulheres do que homens. Aparece geralmente entre os 20 e os 50 anos de idade, e é mais comum entre pessoas com mais de 60 anos.

## Sinais e sintomas

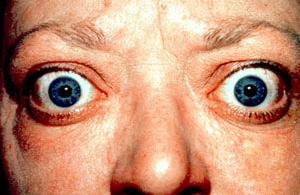
Exoftalmia, um sintoma característico de hipertiroidismo.

A tireotoxicose e o hipertireoidismo podem ser assintomáticos, mas quando não o são, os sintomas são devido a um excesso de T3, que estimula em excesso o metabolismo e exacerba os efeitos do sistema nervoso simpático, causando aceleração de vários sistemas corporais e sintomas que se parecem como uma sobredose de epinefrina (adrenalina). Pode ocorrer uma variedade de manifestações clínicas como:
- Batimento cardíaco acelerado ou irregular;
- Perda de peso;
- Nervosismo e irritabilidade;
- Tremores e movimentos involuntários (mioquimia);
- Olhos saltados (Exoftalmia);
- Aumento da tireoide (bócio);
- Excesso de suor;
- Mudanças nos padrões menstruais;
- Aumento da sensibilidade ao calor;
- Aumento do apetite;
- Fadiga (cansaço);
- Astenia (fraqueza muscular);
- Dificuldade para dormir;
- Pele grossa e cabelos finos e frágeis.

Nem todos sintomas são perceptíveis, mas tendem a piorar enquanto a quantidade de hormônio for excessiva.

## Causas
As principais causas do hipertireoidismo são:
- Bócio difuso tóxico (Doença de Graves), doença autoimune da tireoide, responsável pela maioria dos casos;
- Tireoidite: As inflamações da tireoide, como a Tireoidite de De Quervain, podem começar com aumento da produção de hormônios T3 e T4, mas depois evoluem para falta.
- Neoplasias (tumores): Adenoma tireóideo tóxico, teratoma de ovário e coriocarcinoma podem aumentar os níveis de hormônios da tireoide em sangue. O Adenoma e o teratoma são tumores benignos, enquanto coriocarcinoma é um tipo raro de câncer de células germinativas.
- Bócio multinodular tóxico (Doença de Plummer): Mais comum em idosos.
- Consumo de tireoide bovina (Tireotoxicose artificial): Apelidado de "hipertireoidismo hambúrguer";
- Consumo excessivo de iodo: o excesso de suplementos ou medicamentos para hipotireoidismo podem induzir um hipertireoidismo.[9]
- Amiodarona, um antiarrítmico estruturalmente similar à tiroxina(T4) que pode aumentar ou diminuir a atividade da tiroide.
- Tireoidite linfocitária silenciosa pós-parto: Ocorre em cerca de 5 a 10% das mulheres no pós-parto de origem autoimune. Dura alguns meses.

## Diagnóstico
É necessária a dosagem dos níveis de hormônio estimulante da tireoide (TSH,) T3 e T4 no sangue. É comum o achado de níveis baixos de TSH associado a níveis normais de T4  (hipertiroidismo subclínico). No caso de hipertiroidismo por aumento de secreção de TSH (hipertiroidismo central, ou hipofisário) encontram-se níveis altos de T4 associado a níveis normais ou altos de TSH.

## Tratamento
Medicamentos antitireoidianos podem inibir a produção de hormônios da tiroide, por exemplo o carbimazol, o metimazol e o propiltiouracil. Alternativas incluem cirurgia para extrair parte ou quase toda a tireoide (tiroidectomia), o uso de betabloqueadores e o uso de iodo radioativo (I-131) para inibir a atividade da glândula (tratamento usado há mais de 60 anos com bons resultados).
O uso de colírio anti-inflamatório e lubrificante pode amenizar os olhos saltados. Parar de fumar é essencial nesse tratamento. Casos graves podem exigir cirurgia para descompressão dos nervos e artérias oculares.

## Epidemiologia
É 3 vezes mais comum em mulheres, afetando 1 em cada 1000 mulheres e 3 em cada 10.000 homens. Dependendo do tipo pode ser mais comum depois dos 30, 40 ou 50 anos.

## Em gatos
É comum em gatos idosos, afetando cerca de 2% dos gatos com mais de 10 anos. Geralmente é causado por um tumor benigno 